# Udina
L'Udina (in russo Удина?) è uno stratovulcano situato nella parte centro-orientale della Kamčatka, in Russia. Comprende due distinti coni vulcanici: il Bol'šaja Udina (Большая Удина, 2923 m) e il Malaja Udina (Малая Удина, 1945 m ).

## Descrizione
L'Udina fa parte del gruppo Ključevskaja che comprende 13 vulcani tra cui il Ključevskaja Sopka, il Bezymjannyj, il Ploskaja Dal'njaja, il Tolbačik e il Kamen'. Il Bol'šaja Udina ha un'altezza assoluta di 2923 m  (2886 m secondo altre fonti). Il suo cratere ha un diametro di 400 metri ed è pieno di ghiaccio. Il vulcano è spento, la data dell'ultima eruzione non è stata determinata.

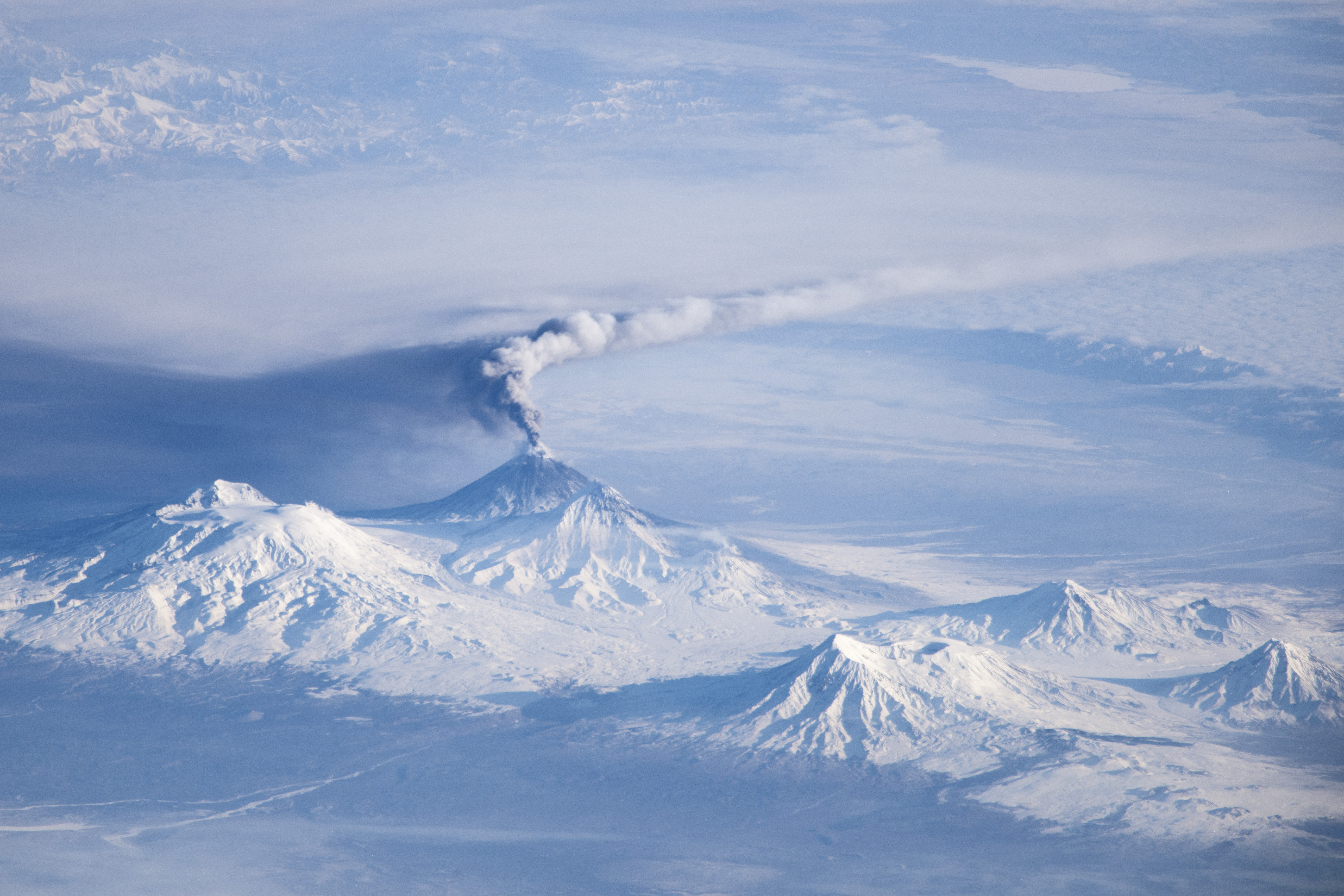
Il gruppo dei vulcani Ključevskaja (le emissioni di fumo provengono dal Bezymjannyj

.